# Fougax-et-Barrineuf
Fougax-et-Barrineuf är en kommun i departementet Ariège i regionen Occitanien i södra Frankrike. Kommunen ligger  i kantonen Lavelanet som ligger i arrondissementet Foix. År 2022 hade Fougax-et-Barrineuf 430 invånare.

## Befolkningsutveckling
Antalet invånare i kommunen Fougax-et-Barrineuf
Referens: INSEE